# Chileinkanäbbmus
Chileinkanäbbmus eller Chiles inkanäbbmus (Rhyncholestes raphanurus) är ett pungdjur i familjen inkanäbbmöss som förekommer i Sydamerika.

## Utseende
Arten påminner om möss eller näbbmöss men är inte släkt med dem. Den mjuka pälsen har på ryggen och buken en mörkbrun färg, svansen är svart. Kroppslängden ligger mellan 11 och 13 cm och därtill kommer en 7 till 9 cm lång svans. Vikten ligger vid 21 gram. Honor saknar pung (Marsupium) och har sju spenar.

## Utbredning och habitat
Chileinkanäbbmus lever på ön Chiloé och på det angränsande chilenska fastlandet. En individ hittades i Argentina. Habitatet utgörs av tempererade skogar i låglandet och på bergstrakter upp till 1100 meter över havet.

## Ekologi och hot
Arten vistas antagligen främst på marken och den är aktiv på natten. Födan utgörs av insekter, daggmaskar, svampar och växtdelar. Vissa fynd indikerar att den lagrar fett i svansen före vintern. Under vinter faller den ibland i dvala (torpor) men på snön har den också påträffats. Honor som diade sina ungar hittades nästan över hela året.
Artens hotas huvudsakligen genom skogsavverkningar. Då populationen minskar listas Chileinkanäbbmus av IUCN som nära hotad (NT).